# Karl Straub (Widerstandskämpfer)
Karl Straub (* 7. Dezember 1898 in Weilbach/Unterfranken; † 1966) war ein deutscher Kommunist, Widerstandskämpfer gegen das NS-Regime, ehemaliger politischer Häftling im KZ Buchenwald, nach 1945 Leiter der Abteilung Opfer des Faschismus (OdF) beim Landesamt für Arbeit und Sozialfürsorge des Landes Thüringen, Sachwalter des deutschen Buchenwaldkomitees bei der Errichtung einer Gedenkstätte und zuletzt hauptamtlicher Publikumsführer in der Nationalen Mahn- und Gedenkstätte Buchenwald (NMG).

## Leben und Wirken
Straub absolvierte nach dem Abschluss der Volksschule eine Schlosserlehre. Im Jahre 1915 trat er dem Deutschen Metallarbeiterverband bei. 1917 arbeitete er in den Eisenbahnwerkstätten von Frankfurt am Main. 1918 musste er noch für sechs Wochen Heeresdienst im Ersten Weltkrieg leisten. In den 1920er Jahren wandte er sich den Parteien der Arbeiterbewegung zu, trat 1927 der Kommunistischen Partei Deutschlands (KPD) bei sowie der Revolutionären Gewerkschafts-Opposition (RGO). Von 1930 bis 1933 war er arbeitslos. Nach der Machtübertragung an die NSDAP wurde er mehrmals wegen illegaler Weiterarbeit verhaftet und schließlich von einem Gericht wegen Hochverrats zu zwei Jahren Zuchthaushaft verurteilt. Von 1938 bis 1945 wurde er im KZ Buchenwald interniert. Hier betätigte er sich in der im Untergrund weiter arbeitenden KPD.
Nach der Befreiung von der NS-Herrschaft im April 1945 war er bis zum September für die Sicherung der Wasser- und Dampfversorgung zuständig. Ab Dezember 1945 wurde er der Leiter der Abteilung Opfer des Faschismus beim Landesamt für Arbeit und Sozialfürsorge des Landes Thüringen in Weimar. 1953 war er stellvertretender Vorsitzender der Kreiskommission der Vereinigung der Verfolgten des Naziregimes (VVN).
Seit 1946 war er der Sachwalter des Buchenwaldkomitees der VVN bei der Gestaltung eines „Ehrenhain Buchenwald“ und später der „Gedenkstätte KL Buchenwald“. Er betreute ausländische Delegationen und führte sie durch das ehemalige Lager. Straub protestierte scharf – aber ohne Erfolg – gegen den Abriss der meisten Gebäude auf dem Areal des ehemaligen Lagers. Von 1953 bis 1961 war er als hauptamtlicher Publikumsführer in der NMG Buchenwald angestellt.